# Lahawa
Lahawa is een bestuurslaag in het regentschap Nias Barat van de provincie Noord-Sumatra, Indonesië. Lahawa telt 65 inwoners (volkstelling 2010).